# Acid jazz

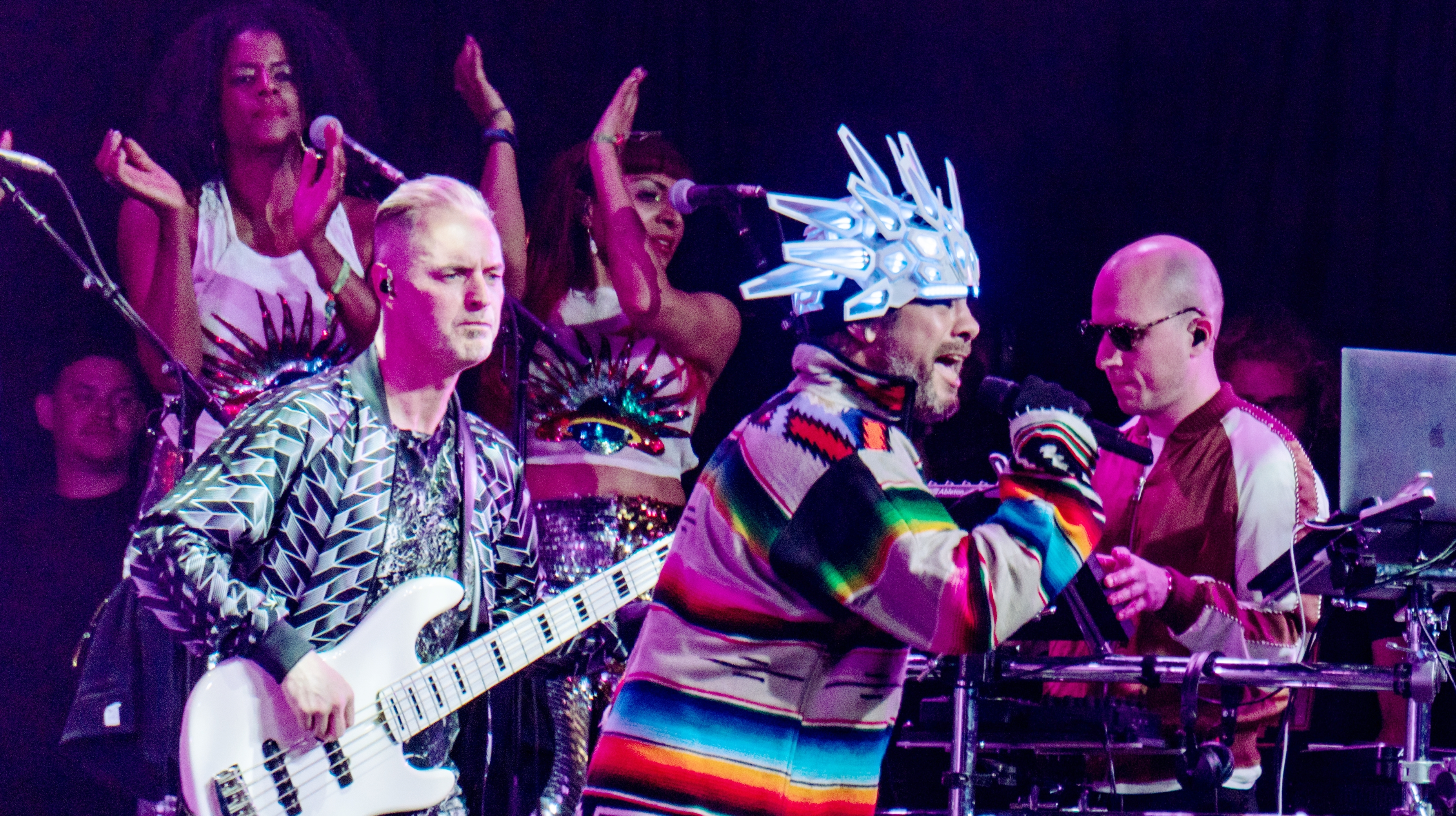
Skupina Jamiroquai, představitel žánru acid jazz, na festivalu Coachella v roce 2018.

Acid jazz (známo též jako groove jazz nebo club jazz) je jemná, elektronicky skládaná obdoba jazzu, obsahující také mírně ostřejší zvuky. Jeho podoba se vykrystalizovala ve Velké Británii počátkem 90. let 20. stol. smícháním jazzu a hip hopu. Je ovlivněn také soulem a setkat se v něm můžeme i s ambientními zvuky.

## Někteří klíčoví hudebníci
- The Brand New Heavies
- Digable Planets
- D'Sound
- Galliano
- Incognito
- Jamiroquai
- DJ Krush
- Erik Truffaz
- Freak Power
- Heavyshift
- Jazzanova
- Liquid Soul
- Matt Bianco
- MC Solaar
- Moloko
- Saint Germain
- Sound Tribe Sector 9 (STS9)
- Speedometer
- Swing Out Sister
- US3